# Francesco Bordoni
Pour les articles homonymes, voir Bordoni.
Francesco Bordoni, francisé en Francisque Bourdon, est un sculpteur italien né à Florence en 1580 et mort à Paris le 16 février 1654.

## Biographie
Francesco Bordoni est l'élève de Pierre de Francqueville en 1592. Il épouse à la fille de ce dernier, Bernarde.
Il travaille dans l'atelier de Jean Bologne à l’époque de Ferdinand Ier de Médicis.
Dans un document daté du 29 mars 1598, il est cité comme novice de l'Accademia delle arti del disegno de Florence.
Vers 1601, il suit Pierre de Francqueville en France. Celui-ci est ensuite revenu à Florence, mais il est en France en 1607. Francesco Bordoni est resté à Saint-Germain-en-Laye.
Il travaille pour Tommaso Francini et son frère Alessandro sur les sculptures pour la décoration des fontaines qu'ils édifient pour les jardins des palais royaux de Saint-Germain-en-Laye sur le modèle de la villa Médicis de Pratolino.
Il obtient sa naturalisation française en octobre 1611, laquelle est confirmée, en mai 1621, par une lettre de naturalisation signée par le roi Louis XIII.

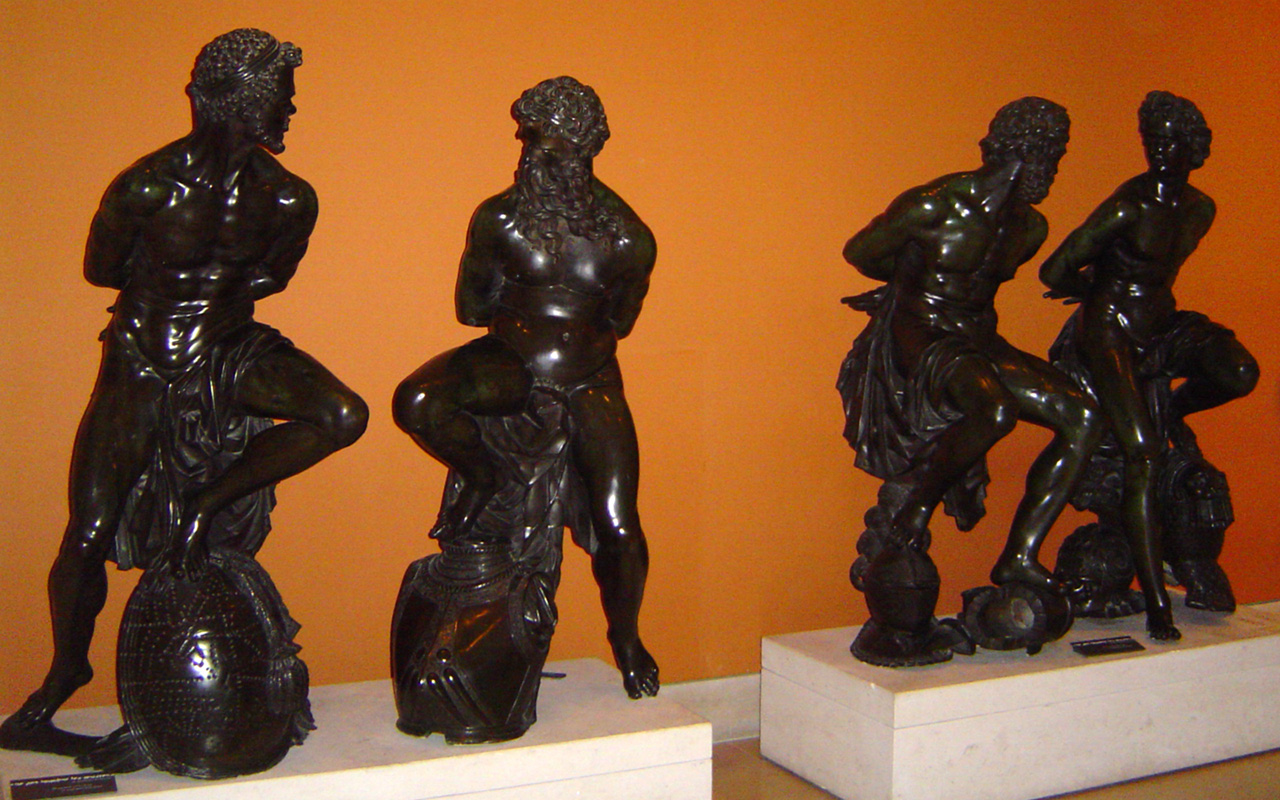
Les quatre Captifs du piédestal de la statue équestre d'Henri IV du pont Neuf, Paris, musée du Louvre.

Il s'installe ensuite à Paris. Il continue à travailler pour la famille royale et les Concini, dont il construit leur hôtel à Paris.
La statue équestre d'Henri IV installée Pont Neuf de Paris est commencée à Florence par Jean Bologne et terminée par Pietro Tacca. Les quatre statues représentant des captifs prévues pour les angles du piédestal sont commencées par Pierre de Francqueville, qui meurt en 1615. En 1618, Louis XIII charge Bordoni de terminer ces statues, actuellement conservées à Paris au musée du Louvre.
En avril 1621, Marie de Médicis lui donne une lettre de recommandation adressée au grand-duc de Toscane pour faciliter le voyage de Francesco Bordoni, sculpteur du roi, pour son service.

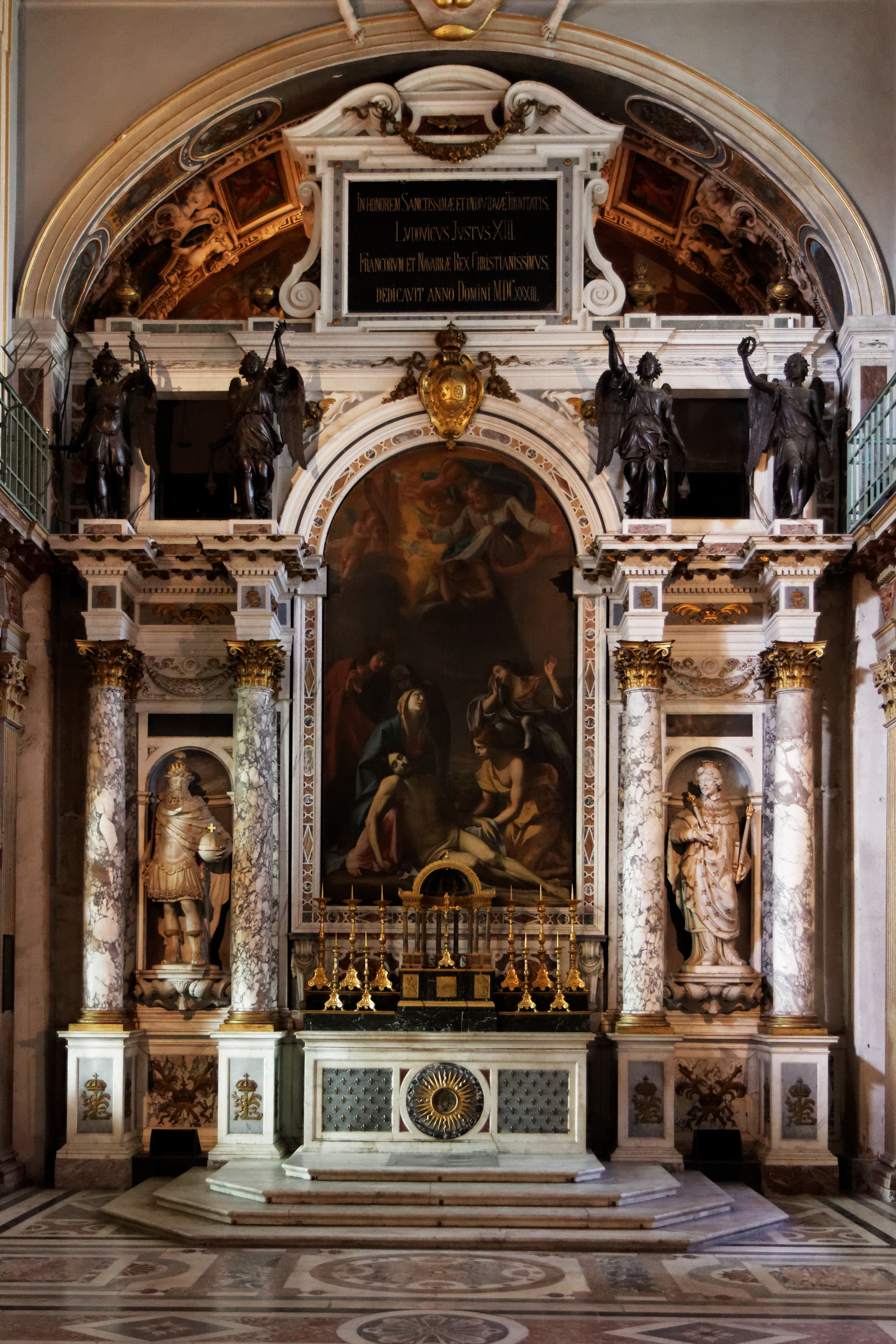
Le maître-autel de la chapelle de la Trinité du château de Fontainebleau. De part et d'autre, les statues de saint Louis et Charlemagne.

Dans un état de 1625, il est écrit : « À la charge de travailler toute l'année pour le Roy et que tous les ouvrages qu'il fera appartiendront à Sadite Majesté sans aulcun payement ». Cette même disposition se retrouve dans un état de 1636. En 1645, il apparaît dans un état avec son fils, Pierre.
Le 18 mars 1625, il reçoit la commande pour les ouvrages de sculpture, fonte et peinture d'une fontaine dans Paris.
Il sculpte en 1626 pour le carmel de Pontoise le tombeau à double face de la bienheureuse Marie de l'Incarnation (Madame Barbe Acarie) dans l'église du Carmel. Il en subsiste les statues funéraires réalisée dans un bloc de marbre offert par Marie de Médicis, une placée dans le Carmel de Pontoise, l'autre dans celui de Créteil.
Dans les années 1630, il devient premier sculpteur du roi et importe des marbres d’Italie. En 1633, pour la chapelle de la Trinité du château de Fontainebleau il est l'auteur du sol en marbre et du maître-autel avec les statues de Saint-Louis, de Charlemagne et quatre anges de bronze.

## Famille
Francesco Bordoni s'est marié avec la fille de Pierre de Francqueville, prénommée Bernarde. De cette union est né :
- Pierre Bordoni (dit Pierre Bourdon), sculpteur, né dans les années 1590, marié en 1610 ou 1611 à l'église Saint-Germain-l'Auxerrois de Paris avec Smerande Freugnault, probablement un nom italien francisé, dont il a eu au moins un fils. Il s'est remarié avec Anne Petit le 15 janvier 1651. De son premier mariage :
  - Pierre II Bordoni, baptisé le 2 août 1612 à l'église Saint-Germain-l'Auxerrois, dont le parrain est Sébastion Galigaij (Sébastien Dori-Galigaï), « conseiller et ausmonier de la Reyne, et abbé de Marmoutier »

De son second mariage :
- - Estienne Bordoni, baptisé le 12 février 1652 ;
  - Jean-Baptiste Bordoni, baptisé le 7 juin 1654, dont le parrain est Jean-Baptiste Colbert, intendant de la maison du cardinal Mazarin. Il est écrit dans l'acte de baptême : « Pierre Bordon, valet de chambre et premier sculpteur du Roy, demeurant au logis de Mademoiselle »[réf. nécessaire].
  - Anne Bordoni, née le 22 mai 1656. L'acte nomme le père, Pierre Bourdon, et précise qu'il habite alors au palais des Tuileries.